# لاما (سرده)
لاما (سرده) (نام علمی: Lama) نام یک سرده از تیره شتریان است.